# Rivalità Moser-Saronni

Giuseppe Saronni, 193 vittorie da professionista, e Francesco Moser, 273.

La rivalità Moser-Saronni si riferisce al dualismo sportivo, spesso animato da accese polemiche, che ha contraddistinto le carriere dei ciclisti professionisti italiani Francesco Moser e Giuseppe Saronni in un arco temporale che andò dal 1978 al 1986.

## Giro d'Italia
| Ciclista         | 1978 | 1979 | 1980 | 1981 | 1982 | 1983 | 1984 | 1985 | 1986 |
| ---------------- | ---- | ---- | ---- | ---- | ---- | ---- | ---- | ---- | ---- |
| Francesco Moser  | 3°   | 2°   | rit. | 21°  | 8°   | rit. | 1°   | 2°   | 3°   |
| Giuseppe Saronni | 5°   | 1°   | 7°   | 3°   | 6°   | 1°   | 16°  | 15°  | 2°   |

## Vuelta a España
| Ciclista         | 1984 |
| ---------------- | ---- |
| Francesco Moser  | 10°  |
| Giuseppe Saronni | rit. |